# 게이오 플라자 호텔
게이오 플라자 호텔(일본어: 京王プラザホテル)은 일본 도쿄에 위치한 마천루다.

## 같이 보기
- 일본의 마천루 목록
- 도쿄도의 마천루 목록